# Panzerfaust 3
El Panzerfaust 3 es un moderno lanzacohetes antitanque, que fue desarrollado entre 1978 y 1985 bajo el nombre provisional de Panzerfaust 60/110 (estas cifras representan el calibre del tubo lanzador y de las ojivas, respectivamente) y entró en servicio con el Bundeswehr en 1992. Fue ordenado por primera vez en 1973 para equipar a los soldados de Alemania Occidental con un arma antitanque efectiva contra los tanques soviéticos contemporáneos, reemplazando a los viejos lanzacohetes PzF 44 Lanze.

## Descripción
El Panzerfaust 3 consiste en un tubo lanzador descartable, que contiene el cohete, y una unidad de puntería y disparo reutilizable. El cohete tiene una ojiva de carga hueca llena de Amatol/Syndril y una varilla que contiene la unidad propulsora.
Puede ser disparado desde lugares cerrados, ya que no tiene un gran fogonazo posterior; la parte posterior del tubo, llena con plástico granulado, minimiza el efecto del fogonazo gracias al llamado "principio del contrapeso". La carga propulsora del cohete es encendida por un mecanismo de percusión. Una vez lanzado, el cohete recorre una cierta distancia de seguridad y su motor se enciende, obteniendo su velocidad máxima y dirigiéndose al blanco.
Como medida de seguridad, la espoleta de la ojiva del cohete es activada por un mecanismo automático. Esto arma la ojiva tras recorrer una distancia de aproximadamente 5 metros. Una vez armada, la ojiva detonará al impactar el blanco, o cuando se apague el motor del cohete. Esto evita problemas futuros, al no dejar munición sin explotar en los campos de batalla.

## Historia
El nombre del Panzerfaust 3 se remonta al Panzerfaust empleado por el Ejército alemán en la Segunda Guerra Mundial, que consistía en un pequeño tubo lanzador descartable, que dispararaba un cohete HEAT, empleado por un solo soldado.
La principal desventaja del Panzerfaust 3 es que solo tiene un disparo y los soldados deben acercarse mucho para atacar blancos. Varios soldados lo hallaban muy pesado y voluminoso, mientras que su mecanismo de disparo y tubo lanzador solían dañarse y bloquearse en condiciones de combate. Además se halló que la ojiva del cohete era ineficaz contra blindaje pesado y de diseño reciente, por lo que debía ser rediseñada.
Por lo tanto, el mejorado Panzerfaust 3-T reemplazó al modelo original a fines de la década de 1990, introduciendo una ojiva de carga hueca en tándem para penetrar blindaje reactivo. Eso significaba que la espiga que sobresalía de la ojiva también tenía una carga explosiva para detonar el blindaje reactivo y abrirle paso a la ojiva principal hacia el blindaje del tanque. La última versión del Panzerfaust 3, el PzF 3-IT-600, puede alcanzar hasta 600 m gracias a su avanzada mira asistida por computadora.
Hacia 2005, había dos modelos adicionales en etapa de desarrollo o prueba, ambos basándose en cohetes con ojivas más pequeñas y ligeras. Estos eran los RWG (Rückstoßfreie Granatwaffe, literalmente arma de granadas sin retroceso en alemán — que funcionaría de la misma manera que el modelo original) en calibres de 60 y 90 mm. Se espera que ambas armas faciliten la transición de estar listos para grandes batallas de tanques, a guerra urbana y de baja intensidad en la doctrina militar alemana.

## Especificaciones

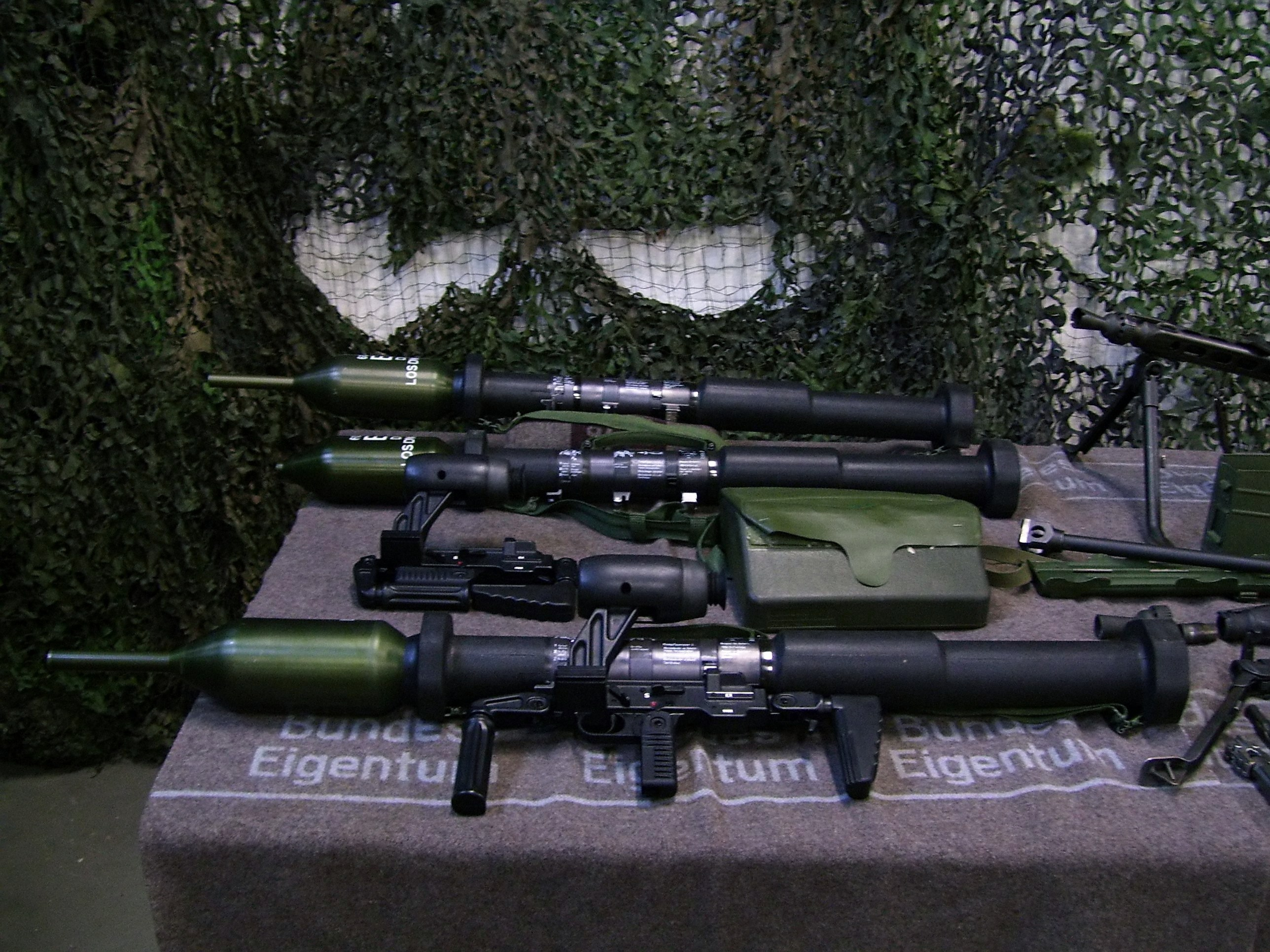
Diferentes modelos de PzF3 empleados por los Feldjäger (policías militares).

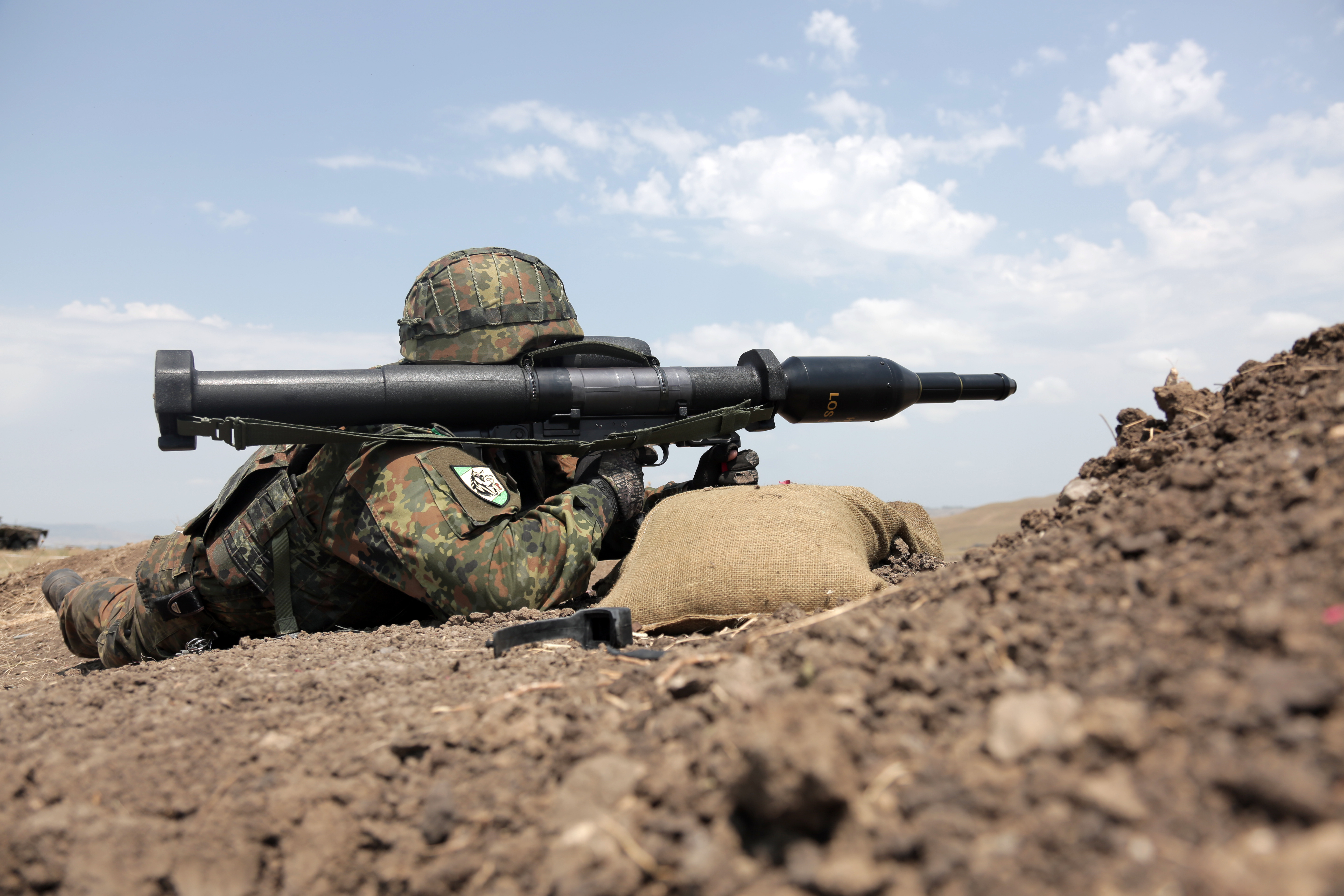
Un cabo del ejército alemán espera órdenes para disparar un Panzerfaust 3. Vaziani, Georgia, año 2017.

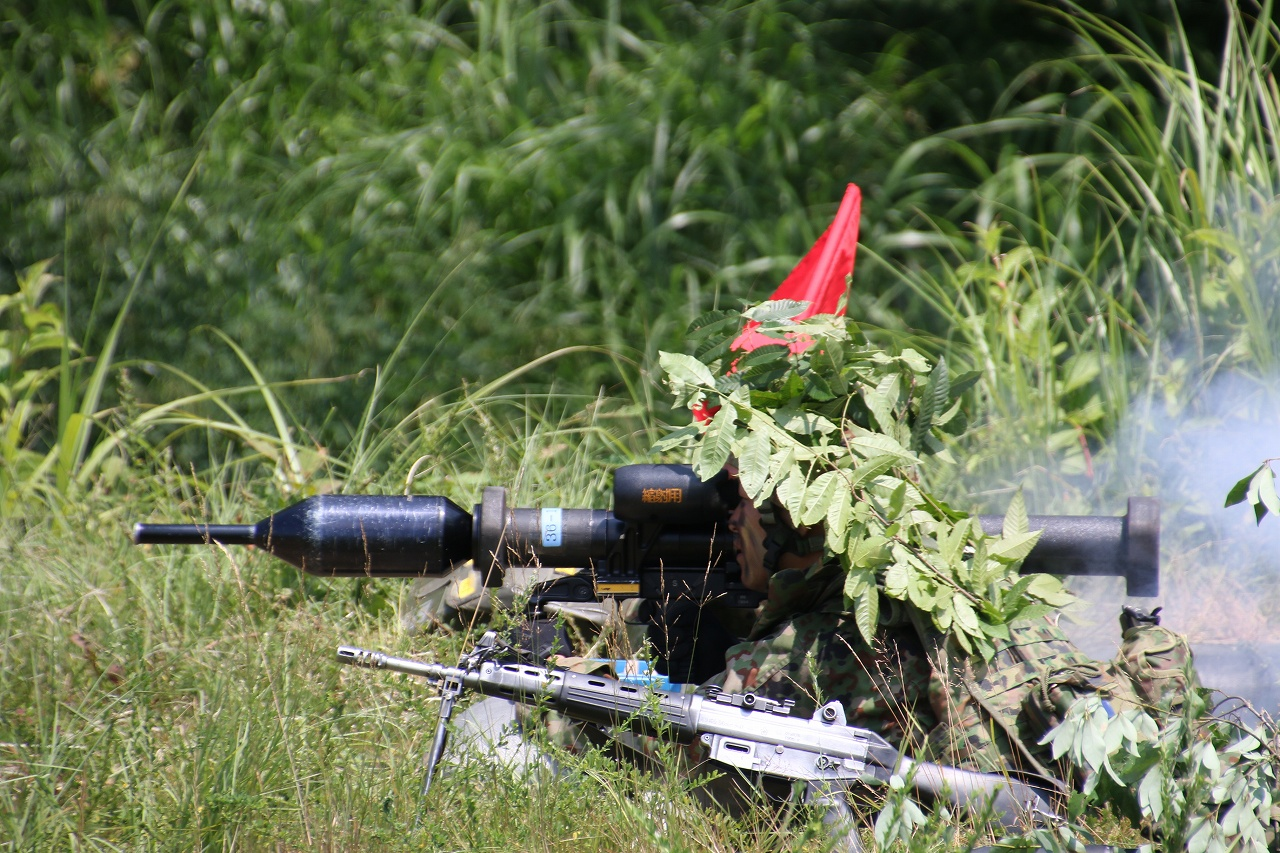
Un soldado de la JGSDF en el 36.º Regimiento de Infantería con el Panzerfaust 3, año 2018.

Hay tres versiones diferentes del Panzerfaust 3:

### PzF 3
Versión antitanque estándar, con cohete de carga hueca.
- Calibre:
  - Lanzador: 60 mm
  - Ojiva del cohete: 110 mm
- Peso:
  - Lanzador: 15,2 kg (cargado)
  - Ojiva del cohete: 3,9 kg
  - Cohetes de recarga: 12,9 kg
- Longitud: 1.200 mm
- Velocidad de boca: 160 m/s
- Velocidad máxima: 243 m/s
- Mira: mira telescópica.
- Alcance máximo efectivo:
  - Blancos estacionarios: 400 m
  - Blancos en movimiento: 300 m
- Alcance mínimo efectivo: 20 m
- Penetración :
  - Blindaje homogéneo laminado (BHL): 700 mm
  - Hormigón: 1.600 mm
- Fabricante: Dynamit-Nobel AG, Alemania.

### PzF 3-IT
Versión antitanque mejorada, con cohetes de carga hueca en tándem (diseñados para penetrar blindaje reactivo).
- Calibre:
  - Lanzador: 60 mm
  - Ojiva del cohete: 110 mm
- Peso:
  - Lanzador: 15,6 kg (cargado)
  - Ojiva del cohete: 3,9 kg
  - Cohetes de recarga: 13,3 kg
- Longitud: 1.200 mm
- Velocidad de boca: 152 m/s
- Velocidad máxima: 220 m/s
- Mira: mira telescópica.
- Alcance máximo efectivo:
  - Blancos estacionarios: 400 m
  - Blancos en movimiento: 300 m  (600 m, con mira DYNARANGE)
- Alcance mínimo efectivo: 20 m
- Penetración:
  - BHL: 900 mm
- Fabricante: Dynamit-Nobel AG, Alemania.

### PzF 3 Bunkerfaust
Diseñado para emplearse contra búnkeres, vehículos ligeramente blindados y blancos sin blindaje.
- Calibre:
  - Lanzador: 60 mm
  - Ojiva del cohete: 110 mm
- Peso:
  - Lanzador: 15,6 kg (cargado)
  - Ojiva del cohete: 3,9 kg
  - Cohetes de recarga: 13,3 kg
- Longitud: 1.200 mm
- Velocidad de boca: 149 m/s
- Velocidad máxima: 212 m/s
- Mira: mira telescópica.
- Alcance máximo efectivo: 300 m
- Alcance mínimo efectivo: 20 m
- Penetración:
  - BHL: 110 mm
  - Hormigón: 360 mm
  - Sacos terreros: 1.300 mm
- Fabricante: Dynamit-Nobel AG, Alemania.

## Mecanismo de puntería/disparo
La plataforma de disparo regular tiene una mira telescópica, pesando 2,3 kg. Todos los alcances mencionados en el artículo son para la mira telescópica. Una nueva mira llamada Dynarange está siendo comprada como parte del proyecto alemán Infanterista del Futuro. Básicamente es una mira con telémetro controlada por computadora. Fue hecha debido a que algunos soldados se les dificultaba utilizar la mira telescópica, ya que es bastante compleja para un usuario no habituado a ella. Además, aumenta el alcance efectivo del arma contra blancos en movimiento y estacionarios en 600 m. La mira Dynarange ya está en servicio con los Marines y el Ejército holandés.

## Nota
El Panzerfaust 3 es distribuido en un empaque especial, que incluye piezas de repuesto y un kit de limpieza. El empaque contiene un lanzador, eyector y resorte, extractor, enchufe simulado del extractor, pasador fijante del cabezal del cerrojo, baqueta de plástico con punta de latón, cepillos para el tubo y la recámara, un cepillo de pelo de camello y un visor de cañón prismático. Se necesitan varios minutos para ensamblar y cargar el lanzador.

## Usuarios
- Alemania[5]
- Austria[5]
- Bélgica[6]
- Corea del Sur[7]
- Italia[8]
- Japón[9]
- Países Bajos[4]
- Perú[10]
- Suiza[11]
- Ucrania